# 科維尼奇
49°37′17″N 23°13′59″E / 49.62139°N 23.23306°E
科維尼奇（烏克蘭語：Ковиничі），是烏克蘭西部的村莊，隸屬利維夫州的桑比爾區。該村始建於1424年，面積11平方公里，海拔高度275米，2001年人口378，人口密度每平方公里34.36人。